# アレクサンダー・デニス

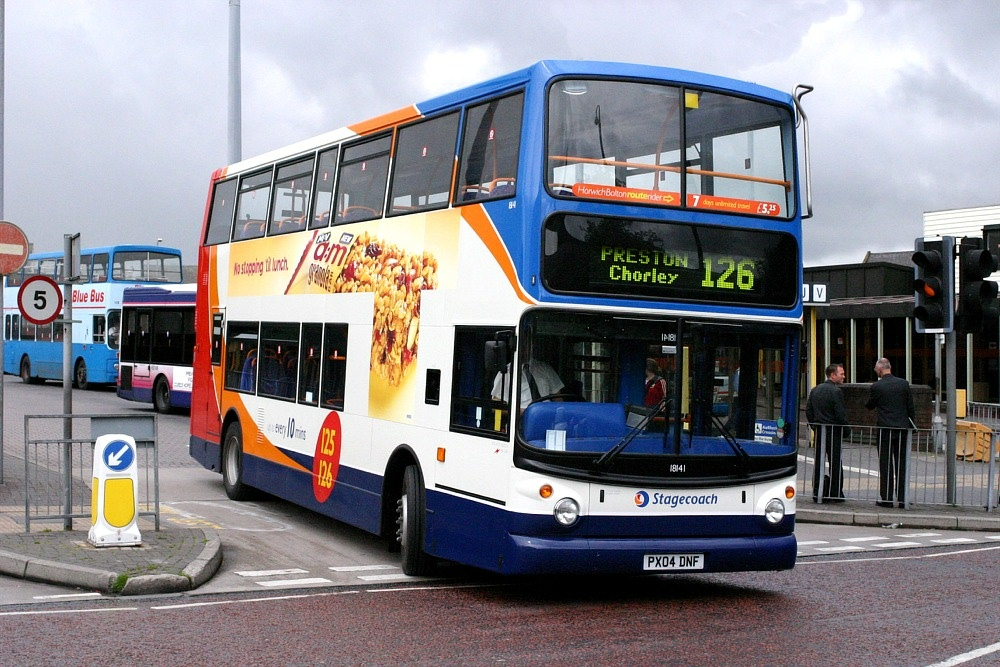
イギリスで走行中のデニス・トライデント、デニス時代の製品

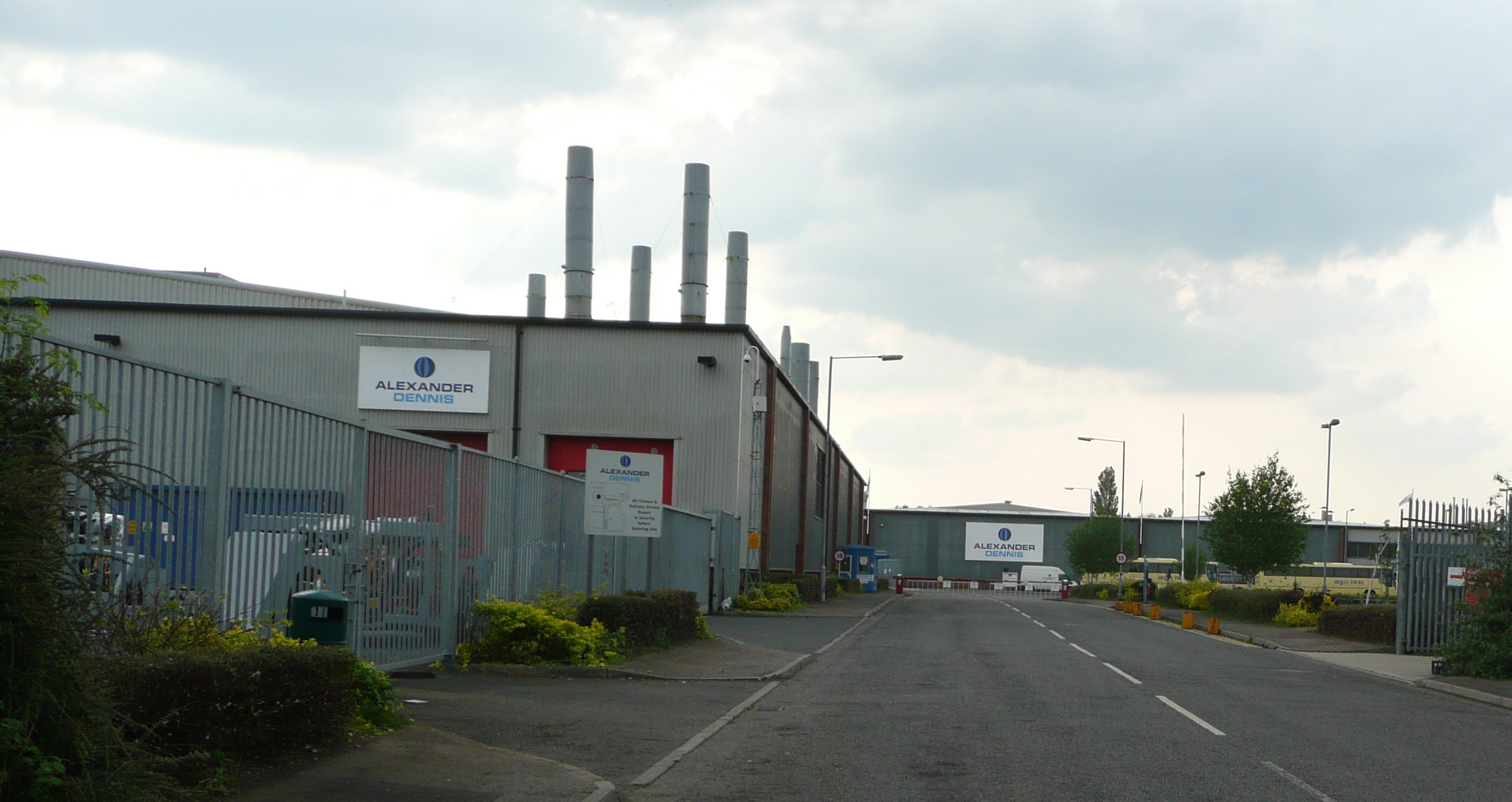
イギリスのギルフォードにあるアレクサンダー・デニスの工場

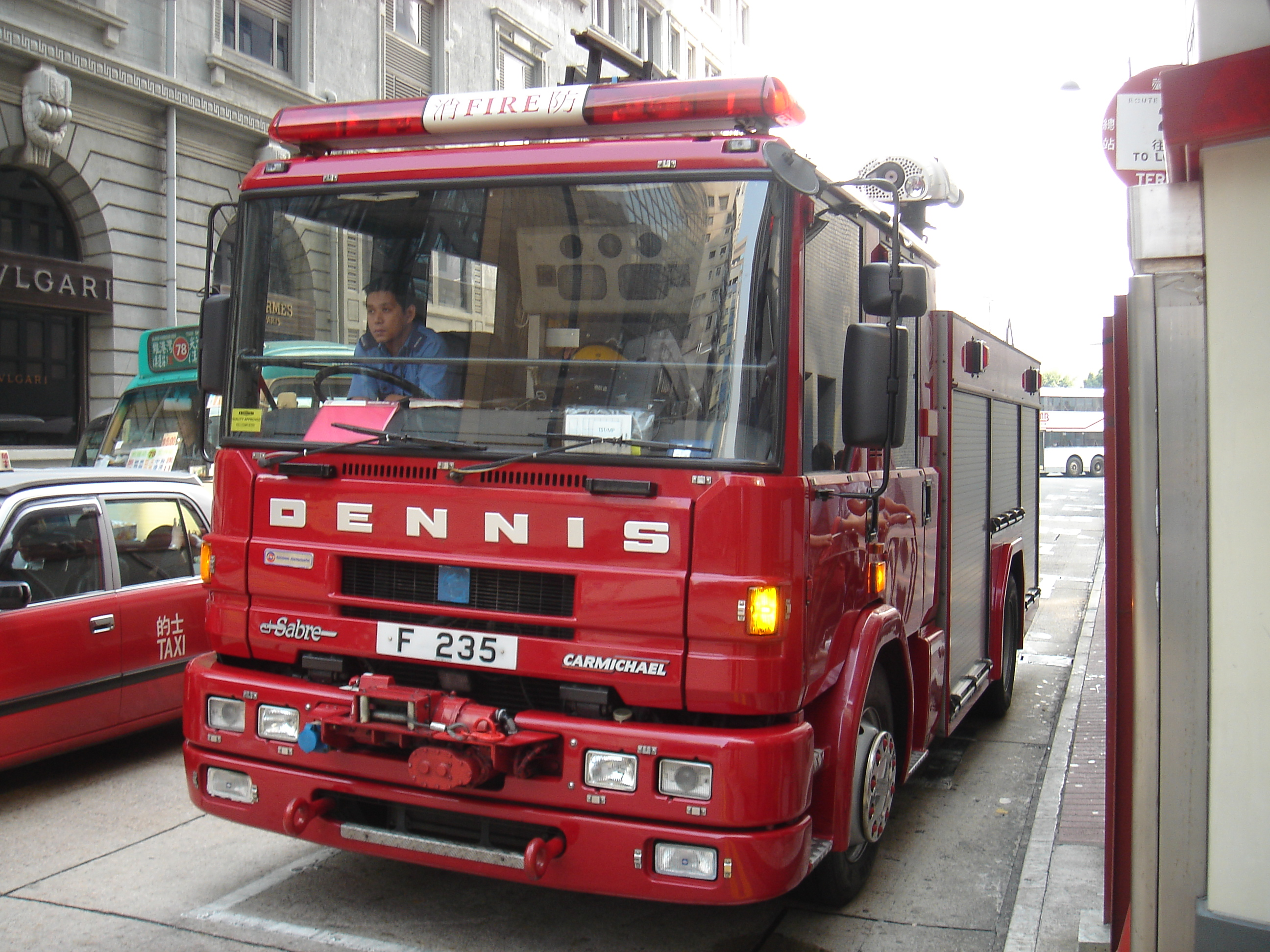
香港で活躍するデニス製消防車

アレクサンダー・デニスは、バスの車台および車体製造を主とする自動車メーカーである。本社はスコットランドにあり、西ヨーロッパで最も大きなバスのメーカーである。そもそも1913年創立のバス車体メーカーだったウォルター・アレクサンダー・コーチビルダー社(英語版）と、1895年創立で元来のデニス社（英語版）を合併したのが現在の社名となる。
2007年までは消防車も生産していた。

## 製品

### 現在の製品

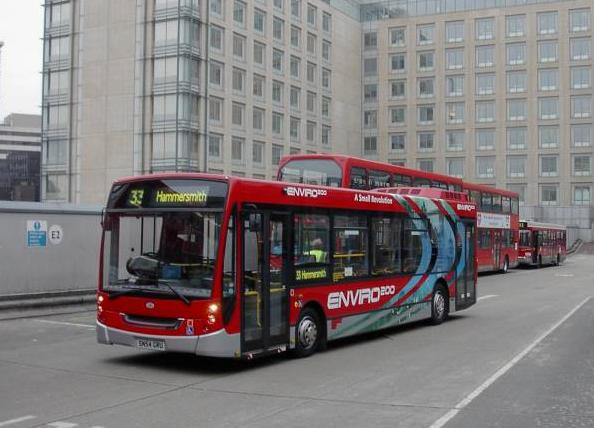
E200 ロンドン
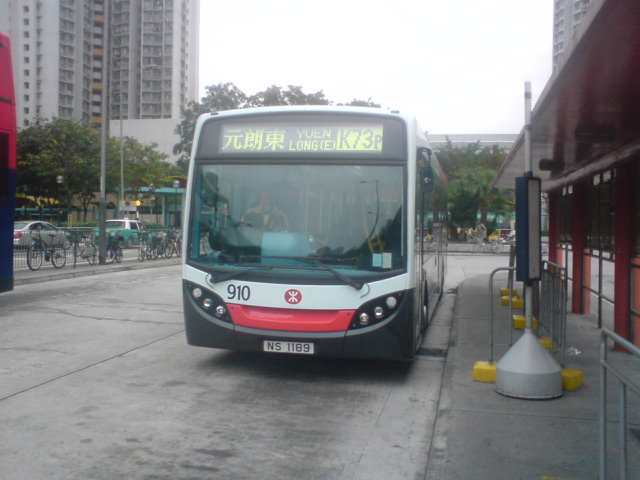
E200ダンド 長さ11.3m 香港のMTRバス
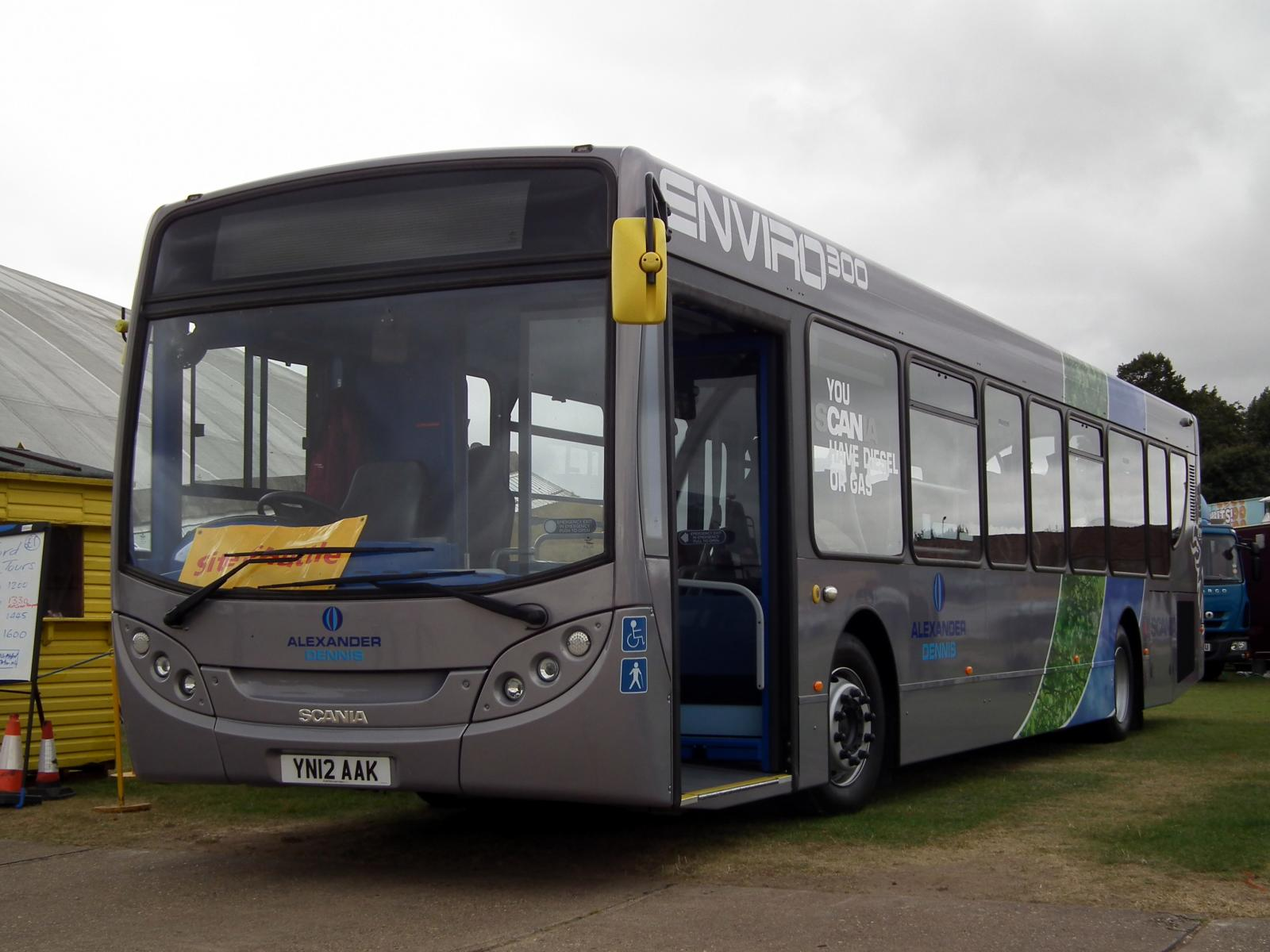
E300の車体を使うスカニアバスの車台 イギリス
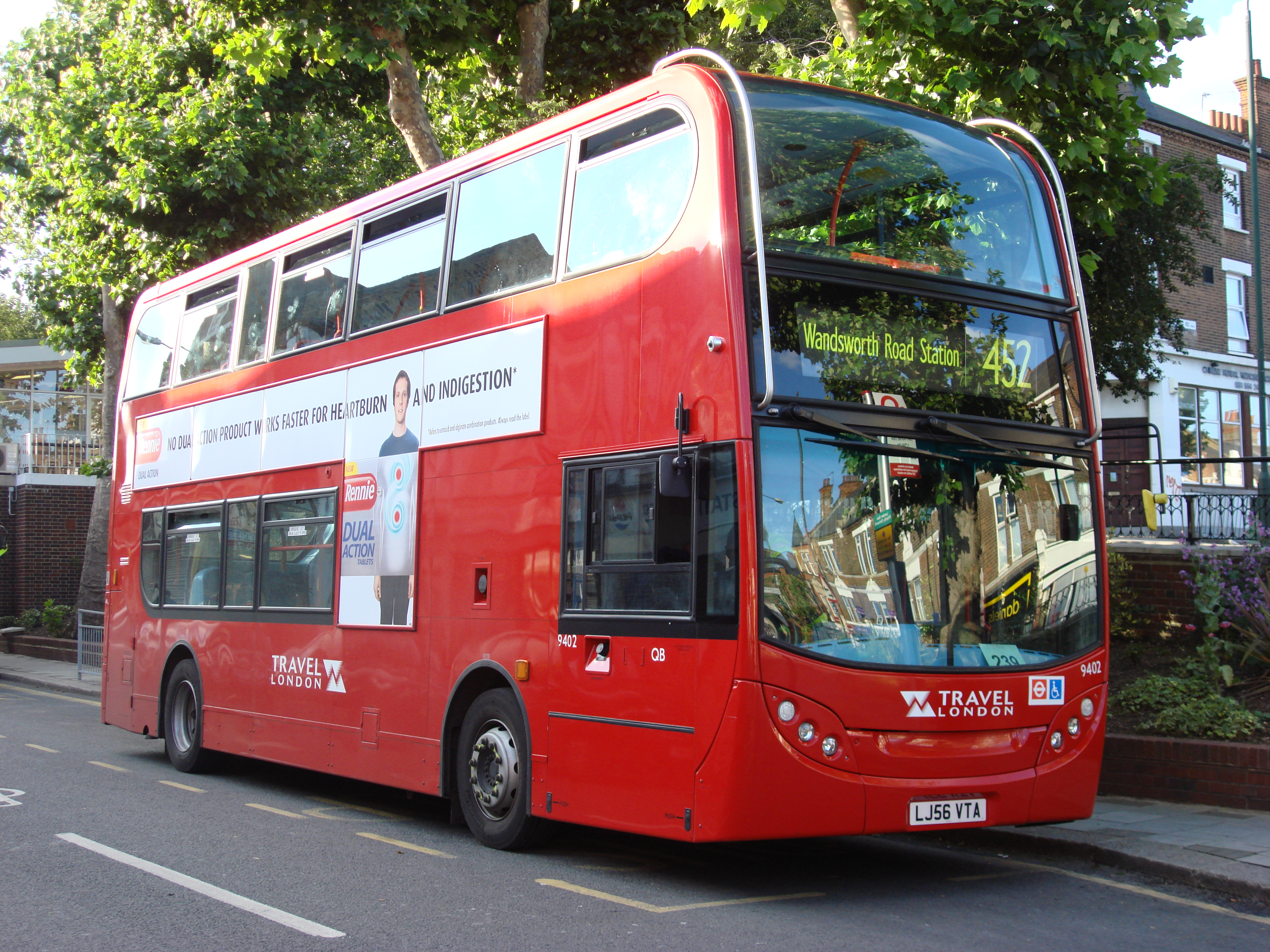
E400 長さ10.1m ロンドン
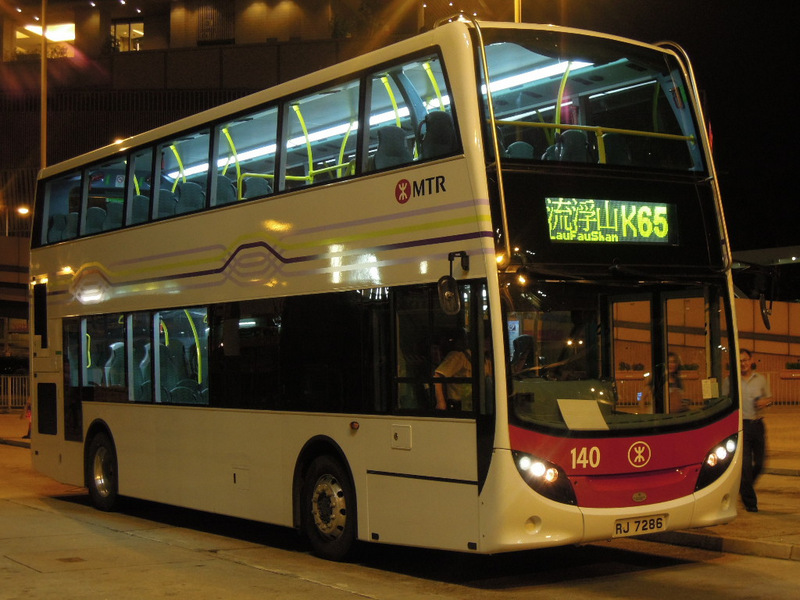
E400 長さ10.45m 香港MTRバス
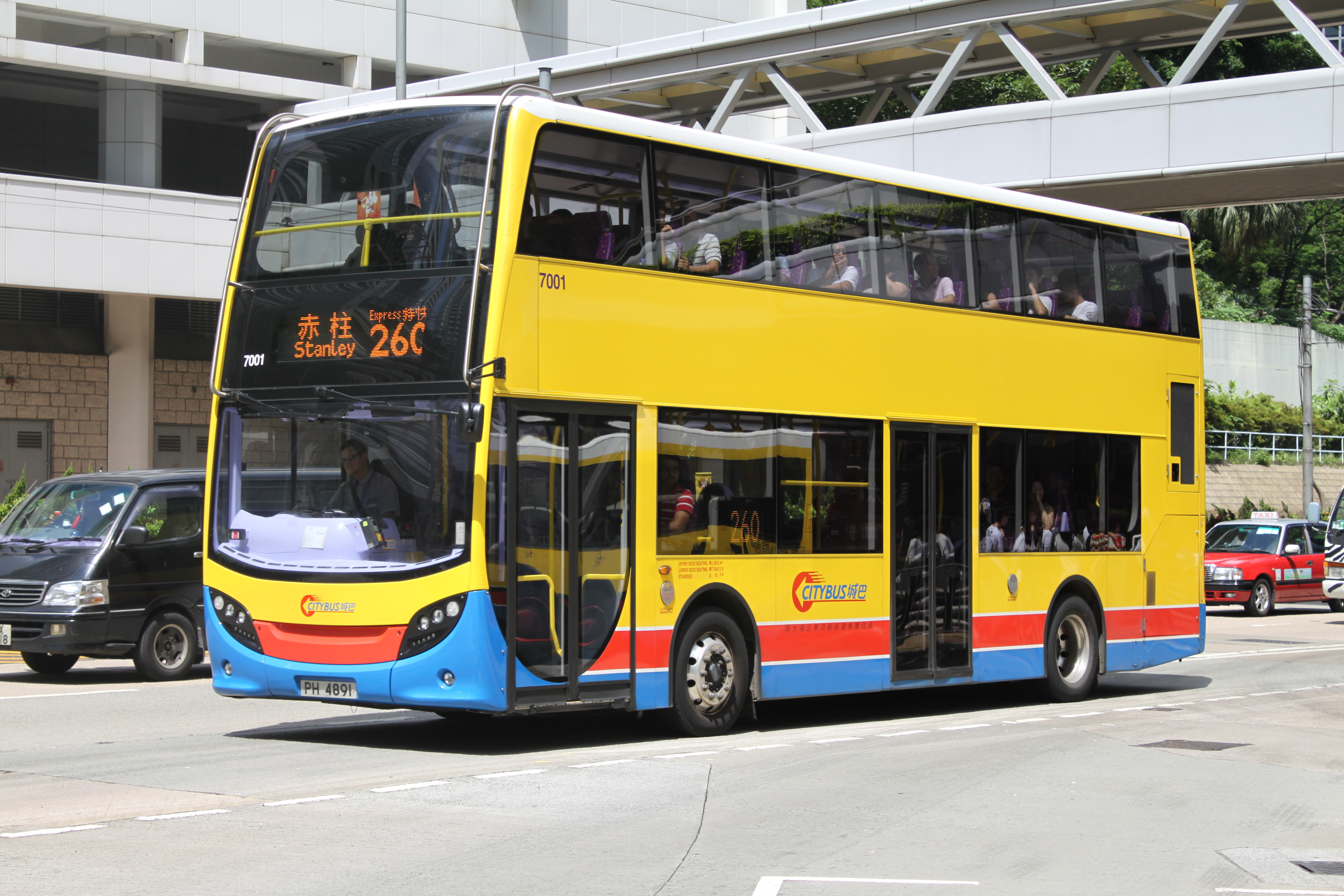
アレクサンダー・デニス・E400 長さ10.45m 香港のシティバス
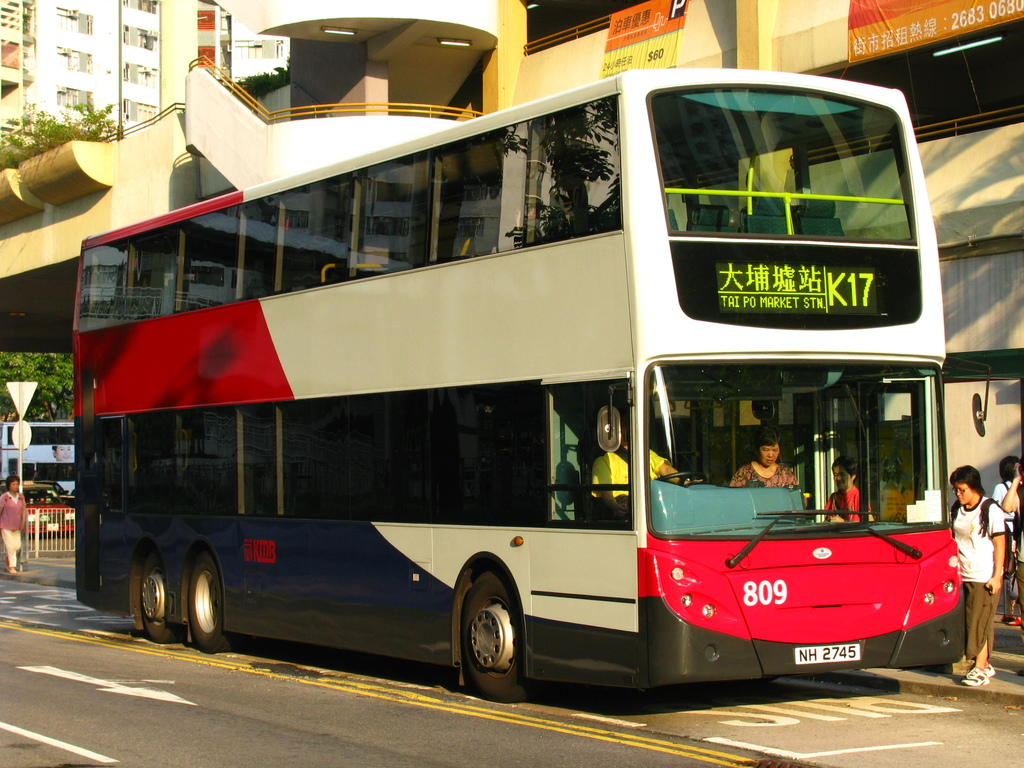
E500 長さ12m 香港MTRバス
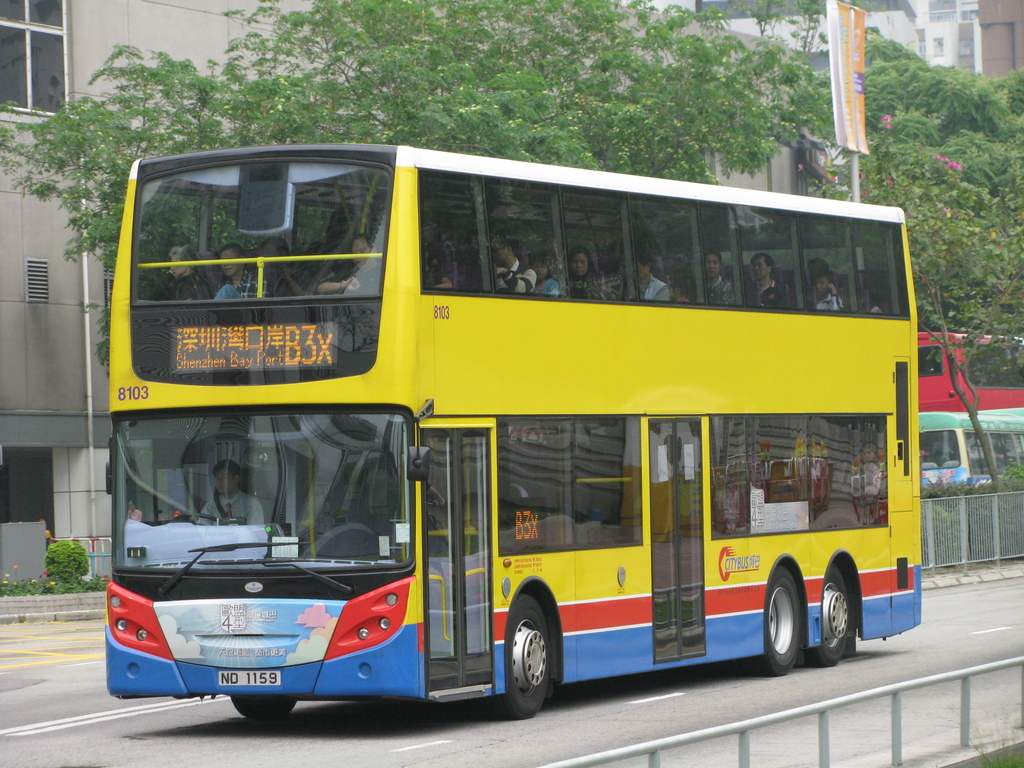
E500 長さ12m 香港のシティバス

#### 全体もしくは車体だけ
- エンバイロ200（E200）
- エンバイロ200・ダンド（E200ダンド)
- エンバイロ300（E300）
- エンバイロ400（E400）
- エンバイロ500（E500）

#### ハイブリッドバス
- エンバイロ200H（E200H）
- エンバイロ350H（E350H）
- エンバイロ400H（E400H）
- エンバイロ500H（E500H）